# Каньйон річки Колумбія
Каньйон річки Колумбія — Каньйон річки Колумбія на Північному Заході Тихого океану в США. До 4 000 футів  (1 200 м) глибина каньйону простягається на понад вісімдесят миль, коли річка в’ється на захід через Каскадний хребет, утворюючи кордон між штатом Вашингтон на півночі та Орегоном на півдні.  Простираючись приблизно від місця злиття Колумбії з річкою Дешут (і містами Рузвельт, Вашингтон і Арлінгтон, Орегон) на сході аж до східної частини столичного району Портленд, водний проміжок є єдиним судноплавним шляхом через Каскади і єдиний водний зв'язок між Колумбійським плато і Тихим океаном. Таким чином, через ущелину пролягають міжштатні траси 84, U.S. Маршрут 30, Шлях штату Вашингтон 14, та залізничні колії з обох сторін.